# Мальберг (Вестервальд)
Мальберг (нем. Malberg) — община в Германии, в земле Рейнланд-Пфальц.
Входит в состав района Альтенкирхен-Вестервальд. Подчиняется управлению Гебхардсхайн. Население составляет 1044 человека (на 31 декабря 2010 года). Занимает площадь 4,31 км².